# Алексій (Баженов)
Алексій (в миру Димитрій Володимирович Баженов; *21 травня 1872, Севастополь — † 8 квітня 1938) — діяч обновленства, до 1922 року — єпископ Російської православной церкви, єпископ Тираспольський.
В Україні — єпископ Миколаєвський; Єлизаветградський. Ректор Чернігівської духовної семінарії.

## Біографія
У 1894 році закінчив Таврійську Духовну семінарію. Призначений псаломщиком і вчителем Церковно-парафіяльної школи в Керчі.
З 1896 року — наглядач Таврійської Духовної семінарії.
У 1898 році вступив до Московської духовної академії.
У 1900 році пострижений у чернецтво і висвячений у сан ієродиякона.
У 1901 році перейшов в Санкт-Петербурзьку Духовну академію.
У 1902 році — висвячений у сан ієромонаха і, в тому ж році, після закінчення академії зі ступенем кандидата богослов'я, призначений викладачем Псковської духовної семінарії.
З 1904 року — помічник доглядача Рязанського духовного училища.
У грудні 1904 призначений інспектором Благовіщенській духовної семінарії, але від останнього призначення відмовився.
З 1906 року — доглядач Бахмутського духовного училища.
З 2 серпня 1911 — ректор Чернігівської духовної семінарії в сані архімандрита.
6 листопада 1913 призначений, 8 грудня — хіротонізований на єпископа Миколаївського, третього вікарія Одеської єпархії. З 1914 року — другий вікрай тієї ж єпархії.
Брав участь у роботі Помісному соборі Православної Російської церкви 1917–1918 років.
Наприкінці 1917 року — призначений єпископом Єлисаветградським, перший вікарієм Одеської єпархії.
У 1921 році призначений єпископом Тираспольським і тимчасово керуючим Одеською єпархією, однак 26 червня того ж року усунутий Патріархом Тихоном від управління Одеською єпархією.
На початку 1922 єпископ Алексій перейшов в розкол, що після чого Вище церковне управління обновленців звело його в сан архієпископа і направило до Одеси. У зв'язку з цим він був звільнений з Тираспольської кафедри.
У 1923 році переміщений на Казанську обновленческую кафедру.
Був учасником обновленчеського — «Всеросійського Помісного Священного Собору» 1923 року, на якому підписав постанову Собору про позбавлення сану і чернецтва Святішого Патріарха Тихона.
16 квітня 1924 обновленчеським Священним Синодом возведений у сан митрополита.
З 1933 року — обновленчеський митрополит Сімферопольський і Кримський.
9 лютого 1938, відповідно до прохання, звільнений на спокій.
Подальші відомості відсутні.